# Raritan River
Der Raritan River oder nichtamtlich auch Rariton River oder Rareton River ist ein 112 km langer Fluss in New Jersey. 
Er entspringt in den Appalachen im Norden New Jerseys und mündet bei Perth Amboy in die zum Atlantik gehörende Raritan Bay. Er ist mit dem Delaware River durch einen Kanal verbunden, dem Raritan and Delaware Canal. Der größte Nebenfluss des Raritan ist der über weite Teile am Kanal entlanglaufende Millstone River.

## Belege
1. ↑  Raritan River. In: Geographic Names Information System. United States Geological Survey, United States Department of the Interior, abgerufen am 27. Juli 2012 (englisch).